# Каховський район (1923—2020)
Кахо́вський райо́н —колишня адміністративна одиниця розташована у центрі Херсонщини.
17 липня 2020 року було укрупнено внаслідок адміністративно-територіальної реформи.

## Загальні відомості
На півночі межує з Горностаївським, на сході з Нижньосірогозьким і Новотроїцьким, на півдні з Чаплинським, на заході з Олешківським районами і містом Новою Каховкою, по річищі Дніпра на північному заході з Бериславським районом.
З території району починаються блакитні траси родючості — 400-кілометровий Північнокримський канал, який подавав дніпровську воду в Автономну Республіку Крим до 2015 р. та 130-кілометровий Каховський магістральний канал, яким подається вода для зрошення на близько 400 тисяч гектарів у Херсонській і Запорізькій областях. Найбільша в Європі зрошувальна система дає можливість вирощувати стабільно високі врожаї сільськогосподарських культур.
Позитивний приклад у цьому показують дослідне господарство «Асканійське», яке багато років очолює досвідчений хлібороб Віра Найдьонова, сільськогосподарський багатофункціональний кооператив «Світанок», фермерські господарства «Едельвейс», «Зоря Каховщини», «Акант», «Мік», приватне підприємство «Варіант». Значна увага приділяється і розвитку тваринництва.

## Історія
05.02.1965 Указом Президії Верховної Ради Української РСР передано Тавричанську сільраду Чаплинського району до складу Каховського району, а Дніпрянську селищну Раду Каховського району в підпорядкування Новокаховській міській Раді.

## Населення
Розподіл населення за віком та статтю (2001):
| Стать | Всього | До 15 років | 15-24 | 25-44 | 45-64 | 65-85 | Понад 85 |
| --- | ------ | ----------- | ----- | ----- | ----- | ----- | -------- |
| Чоловіки | 19 255 | 4223        | 3403  | 5823  | 4407  | 1358  | 41       |
| Жінки | 20 848 | 3947        | 3124  | 5681  | 5160  | 2737  | 199      |
| \| Статево-вікова піраміда \| Статево-вікова піраміда \| Статево-вікова піраміда \| \| ----------------------- \| ----------------------- \| ----------------------- \| \| Чоловіки \| Вік \| Жінки \| \| 41 \| 85 + \| 199 \| \| 56 \| 80-84 \| 273 \| \| 229 \| 75-79 \| 658 \| \| 465 \| 70-74 \| 897 \| \| 608 \| 65-69 \| 909 \| \| 1102 \| 60-64 \| 1521 \| \| 703 \| 55-59 \| 873 \| \| 1154 \| 50-54 \| 1209 \| \| 1448 \| 45-49 \| 1557 \| \| 1520 \| 40-44 \| 1593 \| \| 1344 \| 35-39 \| 1359 \| \| 1379 \| 30-34 \| 1213 \| \| 1580 \| 25-29 \| 1516 \| \| 1664 \| 20-24 \| 1411 \| \| 1739 \| 15-20 \| 1713 \| \| 1701 \| 10-14 \| 1644 \| \| 1391 \| 5-9 \| 1313 \| \| 1131 \| 0-4 \| 990 \| |        |             |       |       |       |       |          |
| Статево-вікова піраміда |        |             |       |       |       |       |          |
| Чоловіки | Вік    | Жінки       |       |       |       |       |          |
| 41 | 85 +   | 199         |       |       |       |       |          |
| 56 | 80-84  | 273         |       |       |       |       |          |
| 229 | 75-79  | 658         |       |       |       |       |          |
| 465 | 70-74  | 897         |       |       |       |       |          |
| 608 | 65-69  | 909         |       |       |       |       |          |
| 1102 | 60-64  | 1521        |       |       |       |       |          |
| 703 | 55-59  | 873         |       |       |       |       |          |
| 1154 | 50-54  | 1209        |       |       |       |       |          |
| 1448 | 45-49  | 1557        |       |       |       |       |          |
| 1520 | 40-44  | 1593        |       |       |       |       |          |
| 1344 | 35-39  | 1359        |       |       |       |       |          |
| 1379 | 30-34  | 1213        |       |       |       |       |          |
| 1580 | 25-29  | 1516        |       |       |       |       |          |
| 1664 | 20-24  | 1411        |       |       |       |       |          |
| 1739 | 15-20  | 1713        |       |       |       |       |          |
| 1701 | 10-14  | 1644        |       |       |       |       |          |
| 1391 | 5-9    | 1313        |       |       |       |       |          |
| 1131 | 0-4    | 990         |       |       |       |       |          |

За переписом 2001 року розподіл мешканців району (без райцентру) за рідною мовою був наступним:
- українська — 88,06 %
- російська — 11,02 %
- циганська — 0,27 %
- білоруська — 0,20 %
- молдовська — 0,17 %
- вірменська — 0,05 %

Станом на січень 2015 року кількість мешканців району становила 36 122 осіб, з них міського населення — 5 678 (Любимівка), сільського — 30 444 осіб.

## Транспорт
Район розташований на перехресті важливих шляхів. Його територію перетинають залізниця сполученням Херсон—Каховка—Нововесела Запорізької області та автомагістраль міжнародного значення E58 Ростов-на-Дону—Одеса—Рені з виходом у Румунію, що створює вигідні зв'язки зі світом.

## Економіка
На території району функціонують 101 підприємство, з них 10, що обслуговують сільське господарство. Провідне з підприємств — компанія ЗАТ «Чумак», яка не тільки переробляє сільськогосподарську сировину, а й сприяє впровадженню в овочівницькій галузі найсучасніших технологій. Також працюють ВАТ «Каховська харчосмакова фабрика» і харчокомбінат райспоживспілки.
Активно розвивається у районі малий і середній бізнес. Близько 1000 суб'єктів підприємницької діяльності працюють в аграрному секторі, займаються переважно вирощуванням сільськогосподарської продукції, торговельним і побутовим обслуговуванням сільського населення.

## Соціальна сфера
Розвинута в районі гуманітарна сфера, в якій функціонує 31 школа та 25 дошкільних дитячих закладів. Широко відомий за межами району Каховський державний аграрний коледж у селі Коробки та аграрний професійний ліцей в селі Зелений Під. До послуг населення 40 лікарняних закладів, понад 30 будинків культури і клубів, понад 30 бібліотек.
Виходить друком районна газета «Каховська зоря».

## Політика
25 травня 2014 року відбулися Президентські вибори України. У межах Каховського району було створено 35 виборчих дільниць. Явка на виборах складала — 53,35 % (проголосували 14 829 із 27 798 виборців). Найбільшу кількість голосів отримав Петро Порошенко — 47,64 % (7 065 виборців); Юлія Тимошенко — 11,42 % (1 693 виборців), Сергій Тігіпко — 8,73 % (1 294 виборців), Олег Ляшко — 6,94 % (1 029 виборців), Анатолій Гриценко — 4,68 % (694 виборців). Решта кандидатів набрали меншу кількість голосів. Кількість недійсних або зіпсованих бюлетенів — 1,90 %.

## Уродженці району
- Братан Микола Іванович, український письменник, поет, Заслужений діяч мистецтв України